# Gammeltroende
Gammeltroende er betegnelsen for flere kirkesamfund, som siden 1600-tallet har brudt med den russisk-ortodokse kirke. Nogle af dem følger en lære som ligner den ortodokse kristendom, mens andre i større grad adskiller sig fra den.
Bruddet skete mens Nikon var patriark, hvor der indførtes flere reformer i gudstjenesten så den skulle ligne gudstjenesten i den græsk-ortodokse kirke mere. Der var flere som ikke ville godtage disse forandringer. En af personerne som gjorde sig bemærket var Avvakum Petrov, som blev henrettet i 1682. De gammeltroende blev ved flere anledninger udsat for forfølgelser, og de flygtede derfor til afsidesliggende dele af det russiske rige. I dag regner man med, at de gammeltroende har omkring en million tilhængere i Rusland. Der findes også grupper andre steder, som for eksempel i Sydamerika, som består af udvandrere fra Rusland.
De vigtigste grupper af gammeltroende er de som har præster (Popovtsy) og de præsteløse (Bezpopovtsy). Sidstnævnte har også forladt alle sakramenterne, med undtagelse af dåben.